# Volframdisulfid
Volframdisulfid, kemisk beteckning WS2, är ett ämne som länge använts som fast smörjmedel på grund av dess låga friktionskoefficient. Dess goda lågfriktionsegenskaper beror på en lagrad struktur där hexagonala "flak" ligger lager-på-lager och glider lätt mot varandra.
Volframdisulfid kan köpas i pulverform, och tex blandas i smörjfett för att sänka friktionen i applikationer med glidande kontakter. Det finns företag som belägger komponenter med volframdisulfid. Det rör sig då oftast om en blästringsprocess där pulver skjuts fast på ytan, och på så sätt ger smörjande egenskaper.
Dagens metoder att belägga ytor med volframdisulfid är dyra. Det anses dock vara ett av de mest effektiva fasta smörjmedel att tillgå.
Ämnet har följande egenskaper:
- Extremt låg friktionskoefficient
- Klarar höga temperaturer (upp emot 600 grader Celsius)
- Hög lastbärande förmåga
- Inert och miljövänligt material